# Leichtathletik-Weltmeisterschaften 2005/20 km Gehen der Männer
Das 20-km-Gehen der Männer bei den Leichtathletik-Weltmeisterschaften 2005 wurde am 6. August 2005 in den Straßen der finnischen Hauptstadt Helsinki ausgetragen.
Die spanischen Geher errangen in diesem Wettbewerb mit Silber und Bronze zwei Medaillen. Auf den ersten beiden Plätzen gab es dasselbe Ergebnis wie bei den Weltmeisterschaften 2003.

Es gewann der Olympiasieger von 1996, WM-Dritte von 1999, Titelverteidiger und Weltrekordinhaber Jefferson Pérez aus Ecuador.

Zweiter wurde der Olympiazweite von 2004, Vizeweltmeister von 2003 und amtierende Europameister Francisco Javier Fernández.

Bronze ging an den EM-Dritten von 2002 Juan Manuel Molina.

## Bestehende Rekorde
| Weltrekord | 1:17:21 h | Jefferson Pérez | WM 2003 in Paris, Frankreich | 23. August 2003 |
| WM-Rekord  | 1:17:21 h | Jefferson Pérez | WM 2003 in Paris, Frankreich | 23. August 2003 |

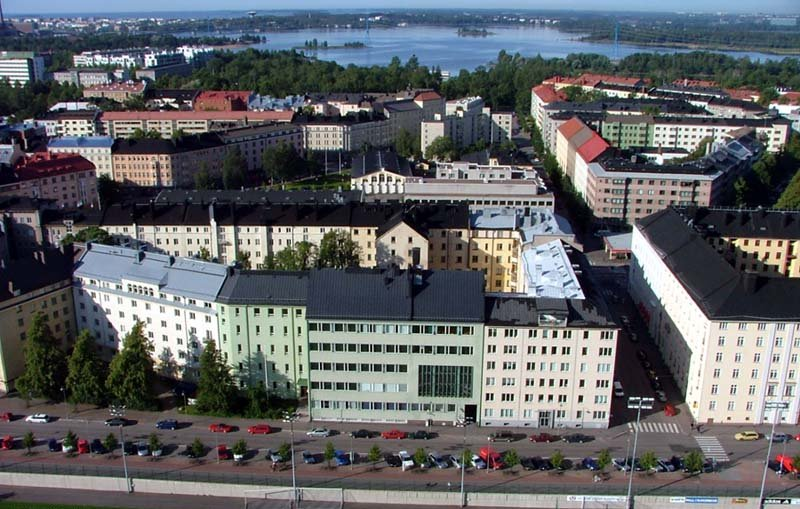
Blick auf Helsinkis Töölö Distrikt vom Tower des Olympiastadions aus, August 2004

Der bestehende WM-Rekord wurde bei diesen Weltmeisterschaften nicht eingestellt und nicht verbessert.

## Durchführung
Hier gab es keine Vorrunde, alle 43 Geher traten gemeinsam zum Finale an.

## Ergebnis

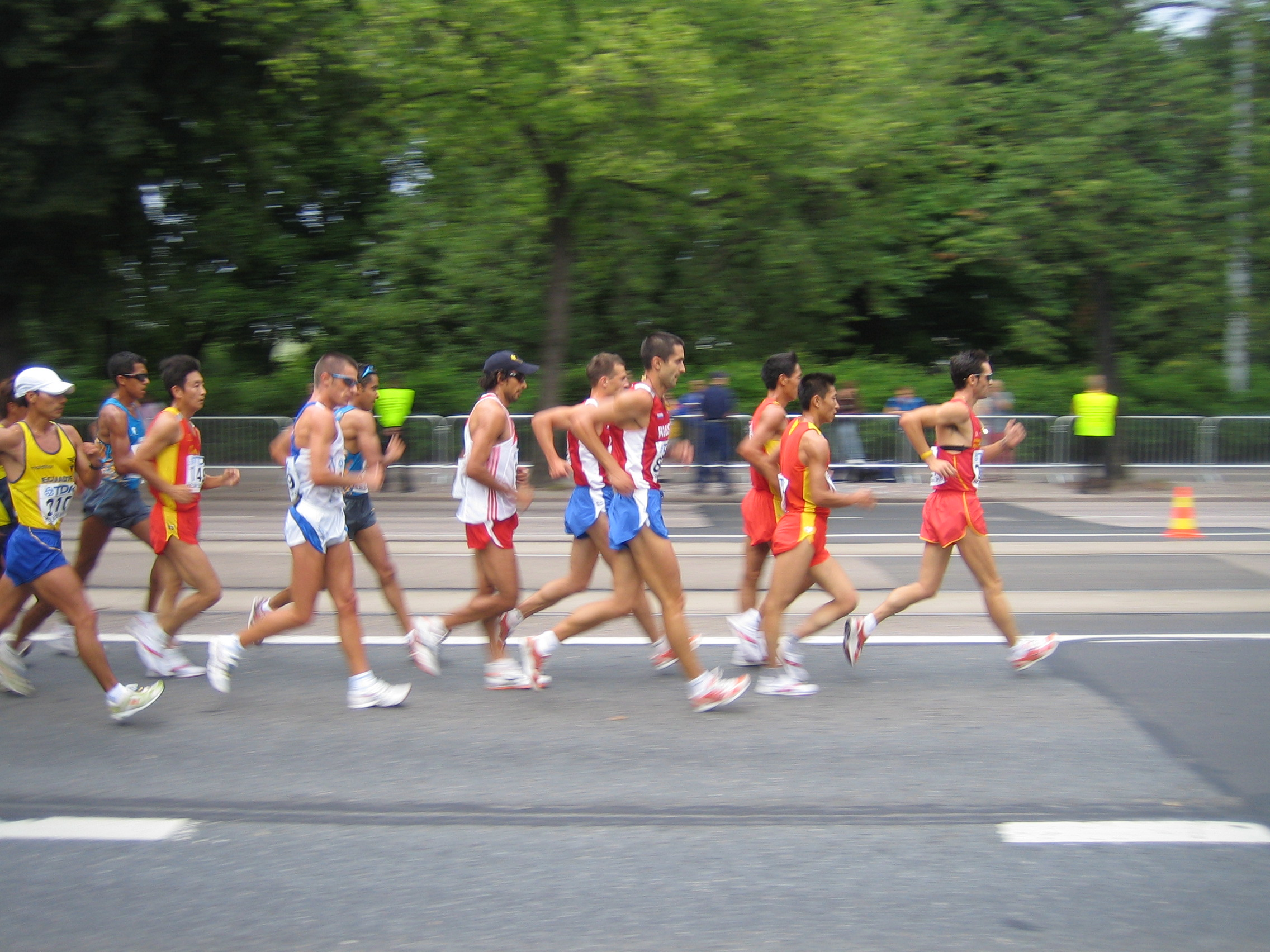
Die Geher auf der Strecke

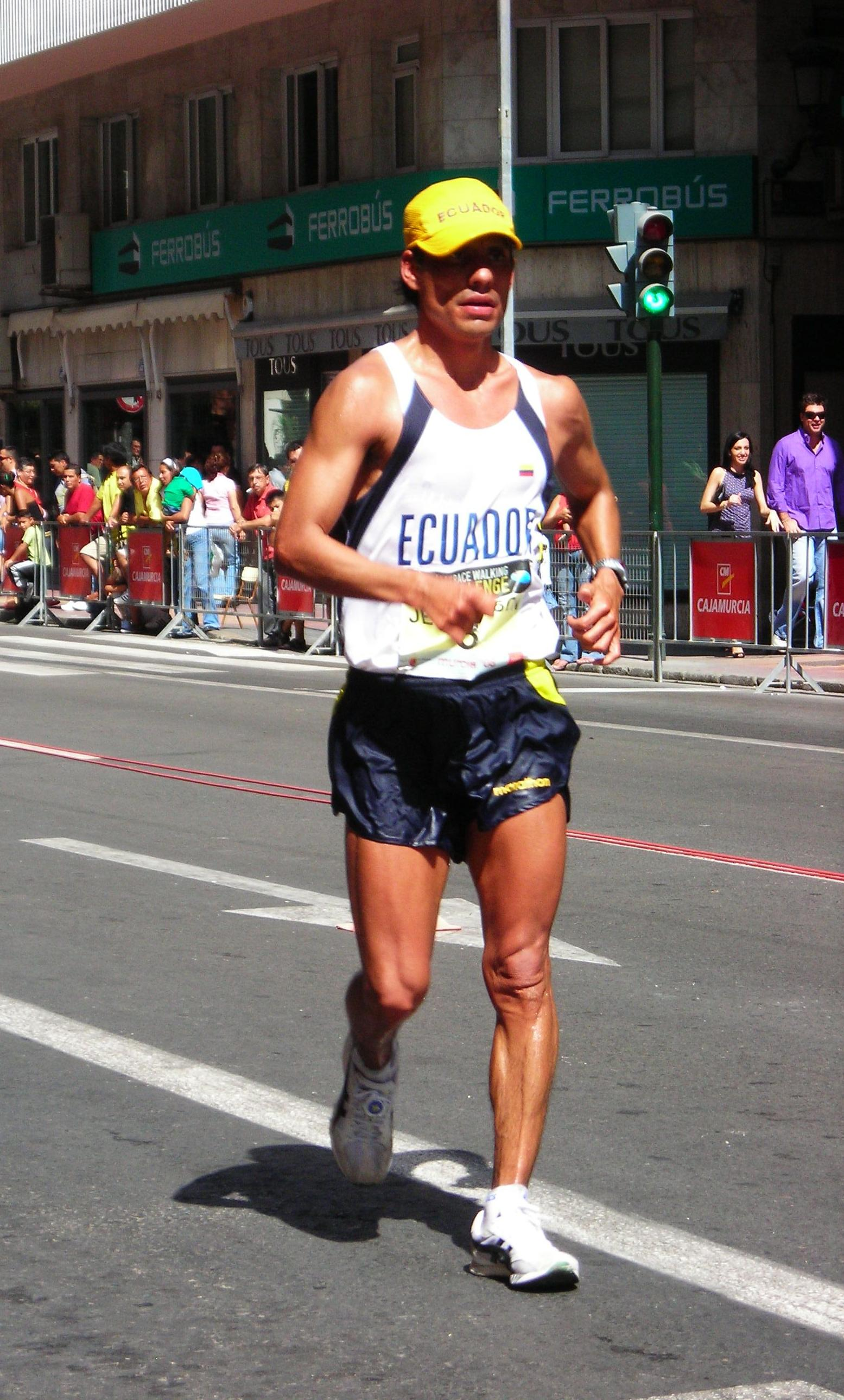
Weltmeister wurde wie vor zwei Jahren Jefferson Pérez, 1996 Olympiasieger und Weltrekordinhaber

6. August 2005, 18:40 Uhr
| Platz | Name                       | Nation              | Zeit (h) |
| ----- | -------------------------- | ------------------- | -------- |
| 1     | Jefferson Pérez            | Ecuador             | 1:18:35  |
| 2     | Francisco Javier Fernández | Spanien             | 1:19:36  |
| 3     | Juan Manuel Molina         | Spanien             | 1:19:44  |
| 4     | André Höhne                | Deutschland         | 1:20:00  |
| 5     | Hatem Ghoula               | Tunesien            | 1:20:19  |
| 6     | Wladimir Stankin           | Russland            | 1:20:25  |
| 7     | Benjamin Kuciński          | Polen               | 1:20:34  |
| 8     | Eder Sánchez               | Mexiko              | 1:20:45  |
| 9     | Zhu Hongjun                | Volksrepublik China | 1:21:01  |
| 10    | Luke Adams                 | Australien          | 1:21:43  |
| 11    | Andriy Yurin               | Ukraine             | 1:22:15  |
| 12    | Luis Fernando López        | Kolumbien           | 1:22:28  |
| 13    | Erik Tysse                 | Norwegen            | 1:22:45  |
| 14    | Lorenzo Civallero          | Italien             | 1:22:52  |
| 15    | Sérgio Galdino             | Brasilien           | 1:23:03  |
| 16    | Shin Il-Yong               | Südkorea            | 1:23:10  |
| 17    | Aigars Fadejevs            | Lettland            | 1:23:12  |
| 18    | Jared Tallent              | Australien          | 1:23:42  |
| 19    | Silviu Casandra            | Rumänien            | 1:23:45  |
| 20    | Andrei Talashka            | Belarus             | 1:23:52  |
| 21    | Matej Tóth                 | Slowakei            | 1:23:55  |
| 22    | José Ignacio Díaz          | Spanien             | 1:24:00  |
| 23    | Takayuki Tanii             | Japan               | 1:24:17  |
| 24    | Kamil Kalka                | Polen               | 1:25:02  |
| 25    | Akihiro Sugimoto           | Japan               | 1:25:28  |
| 26    | Rafał Dyś                  | Polen               | 1:26:35  |
| 27    | Edwin Centeno              | Peru                | 1:26:45  |
| 28    | Liu Yunfeng                | Volksrepublik China | 1:26:54  |
| 29    | Kōichirō Morioka           | Japan               | 1:27:08  |
| 30    | John Nunn                  | USA                 | 1:27:10  |
| 31    | Tim Seaman                 | USA                 | 1:29:58  |
| 32    | Bengt Bengtsson            | Schweden            | 1:30:10  |
| DNF   | Ivano Brugnetti            | Italien             |          |
| DNF   | Wiktor Burajew             | Russland            |          |
| DNF   | João Vieira                | Portugal            |          |
| DSQ   | David Cristian Berdeja     | Mexiko              |          |
| DSQ   | Robert Heffernan           | Irland              |          |
| DSQ   | Ilja Markow                | Russland            |          |
| DSQ   | Walter Sandoval            | El Salvador         |          |
| DSQ   | Rolando Saquipay           | Ecuador             |          |
| DSQ   | Bernardo Segura            | Mexiko              |          |
| DSQ   | Iwan Trozki                | Belarus             |          |
| DSQ   | Yu Chaohong                | Volksrepublik China |          |

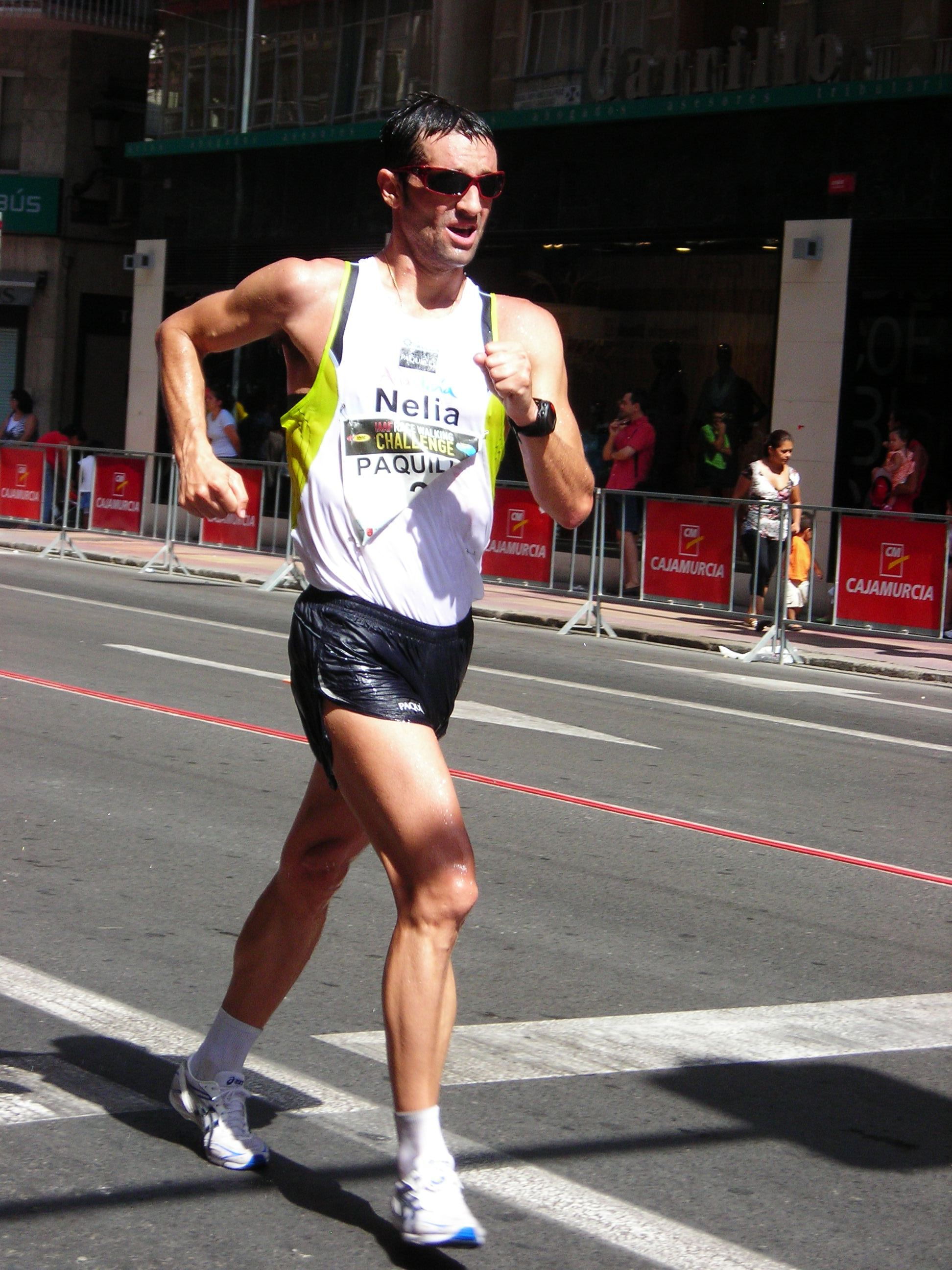
Vizeweltmeister wie 2003: Francisco Javier Fernández, 2004 Olympiazweiter und amtierender Europameister
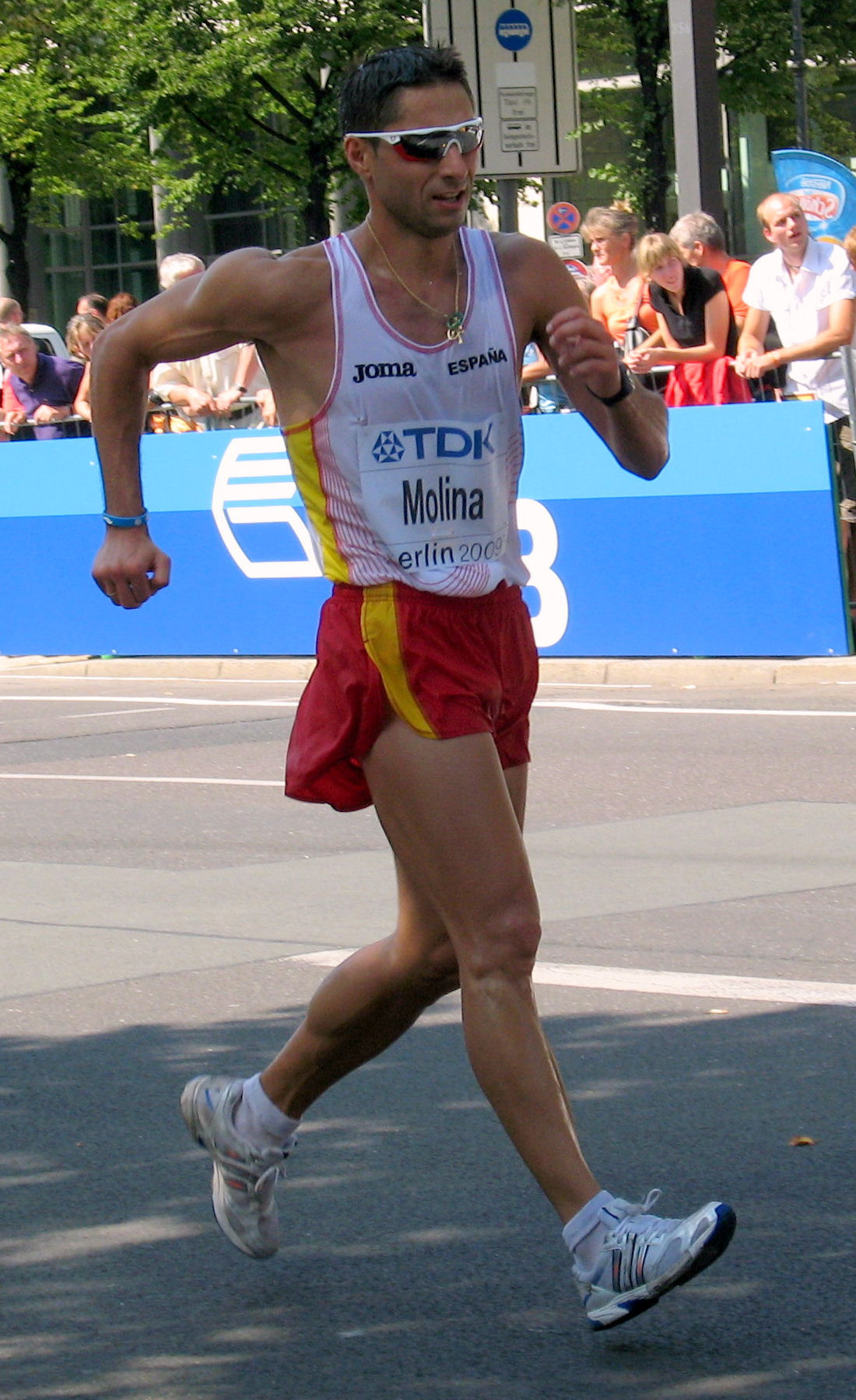
Bronze gab es für den EM-Dritten von 2002 Juan Manuel Molina
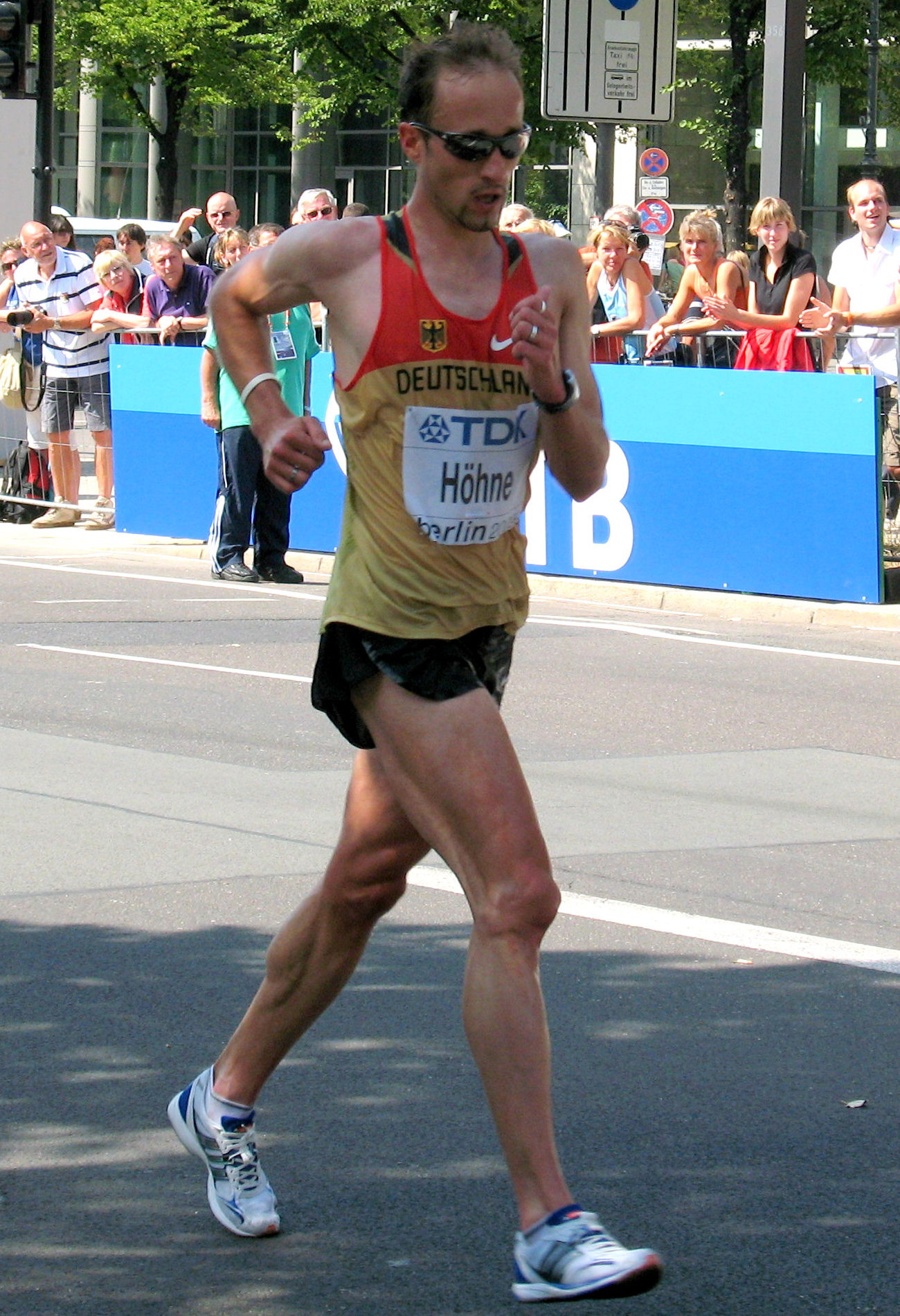
Der viertplatzierte André Höhne ging um sechzehn Sekunden an einer Medaille vorbei
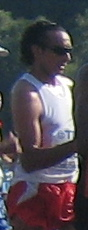
Hatem Ghoula – Rang fünf
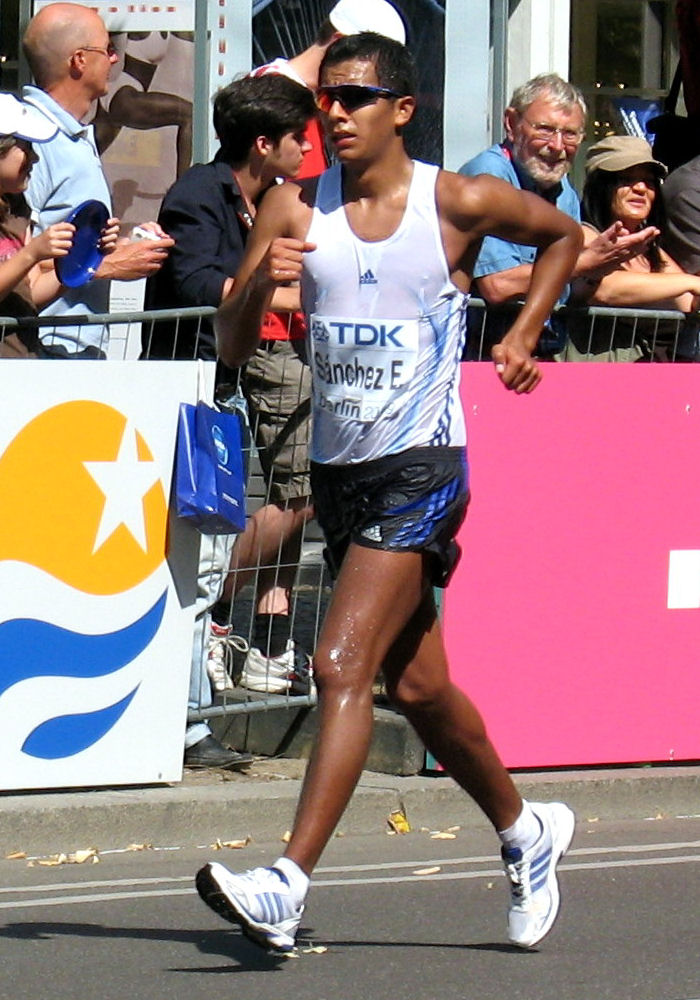
Eder Sánchez belegte den achten Platz
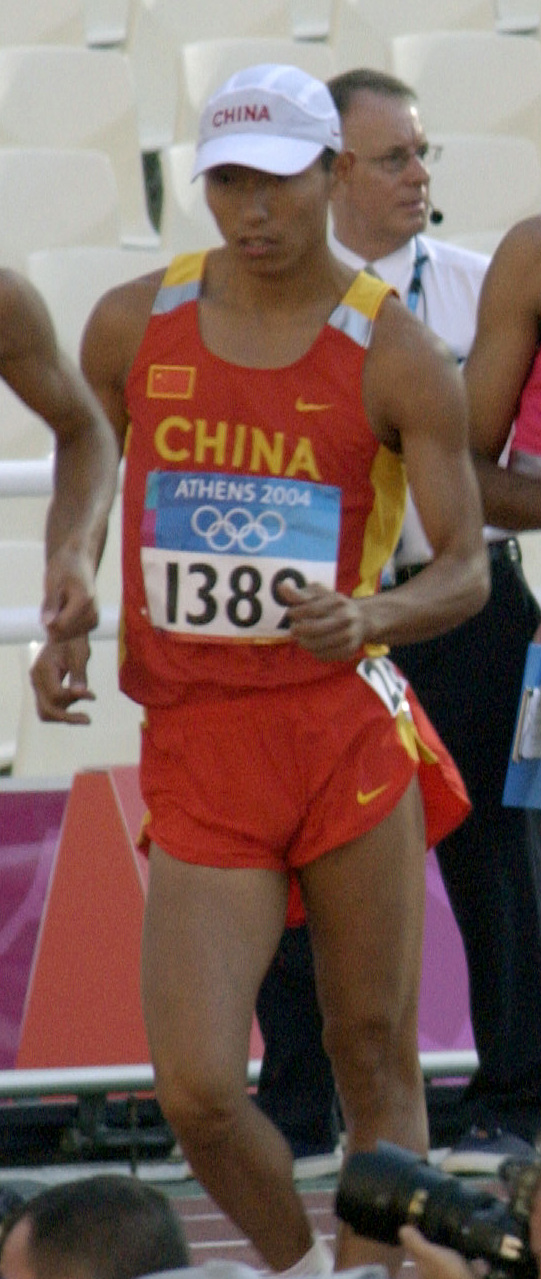
Zhu Hongjun wurde Neunter
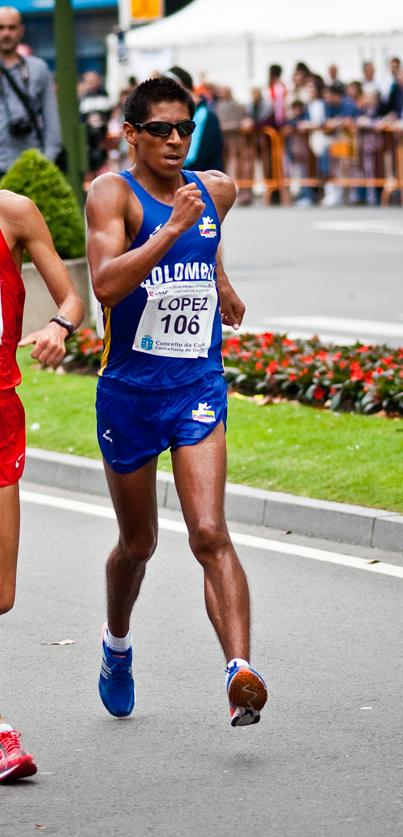
Luis Fernando López erreichte Platz zwölf

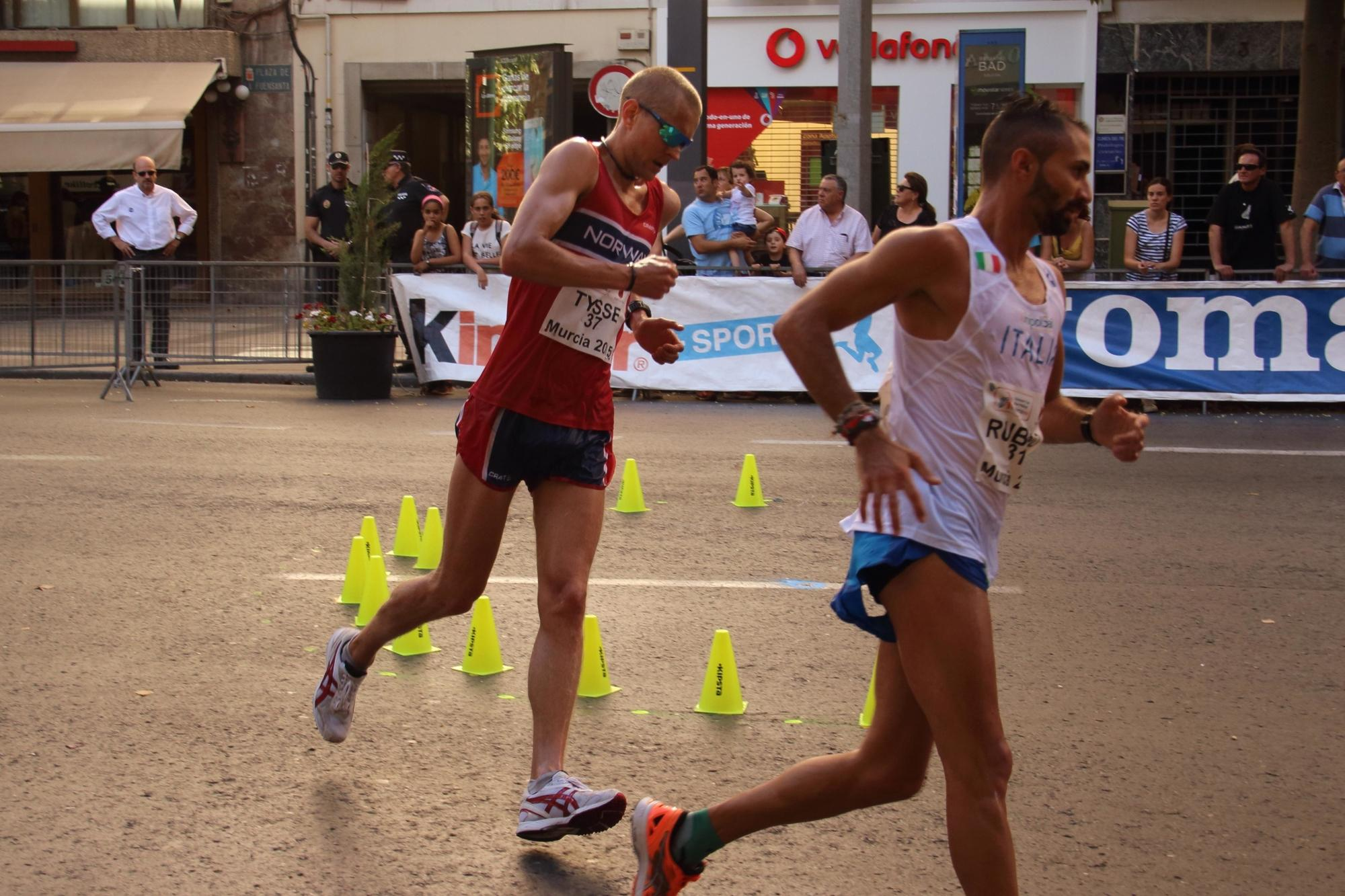
Erik Tysse (links) – Rang dreizehn
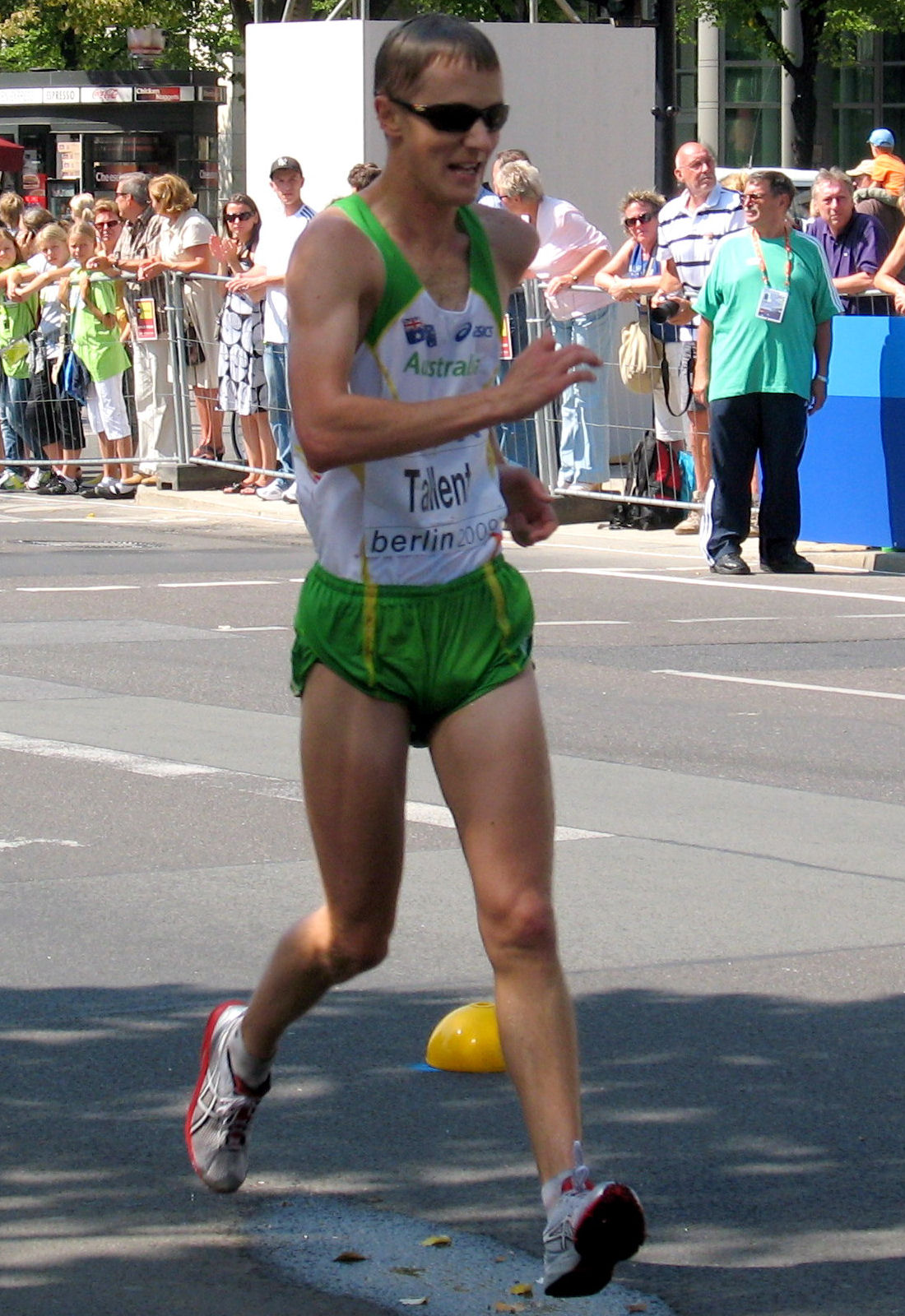
Jared Tallent kam auf den achtzehnten Platz
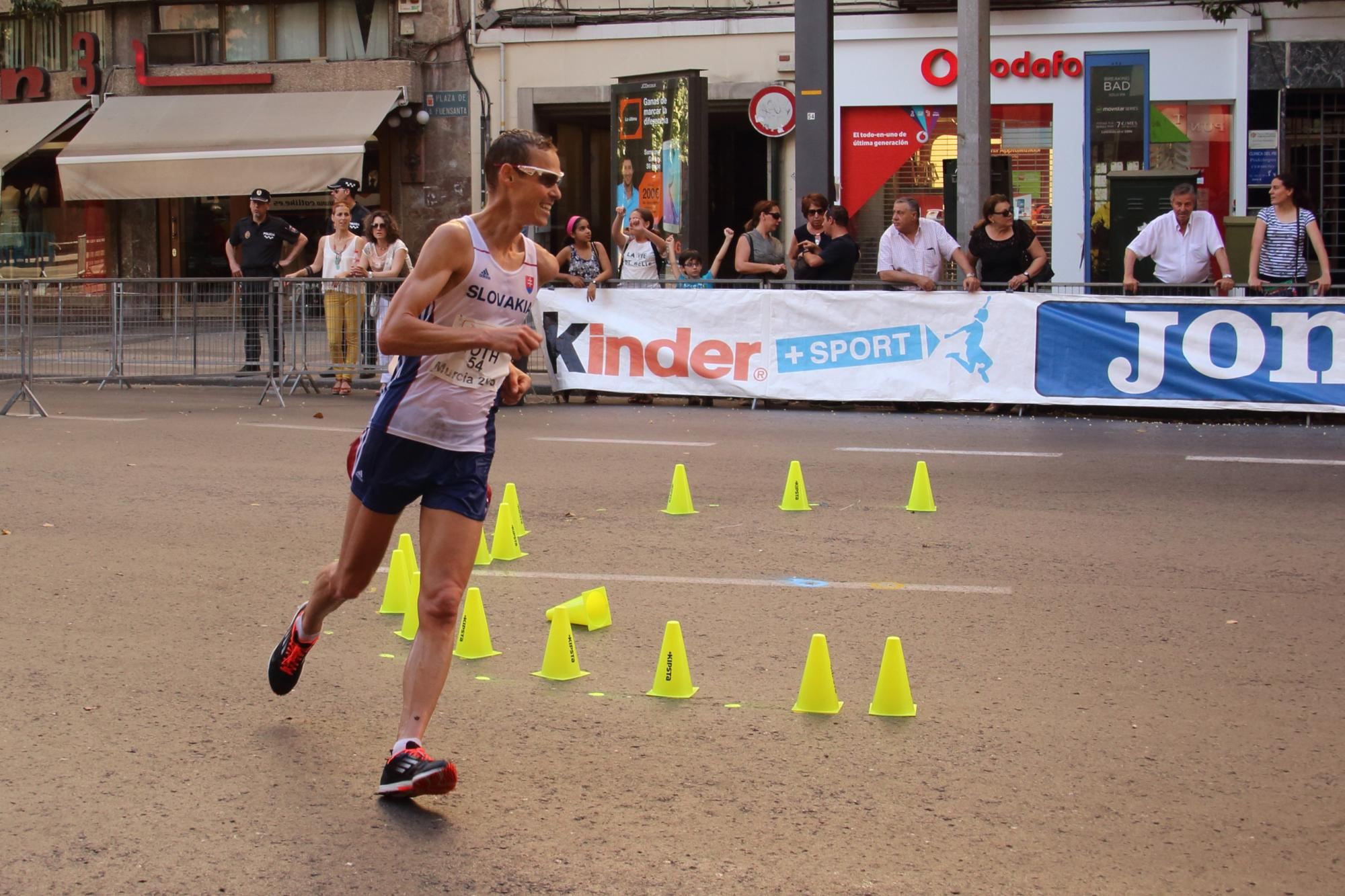
Matej Tóth – Rang 21
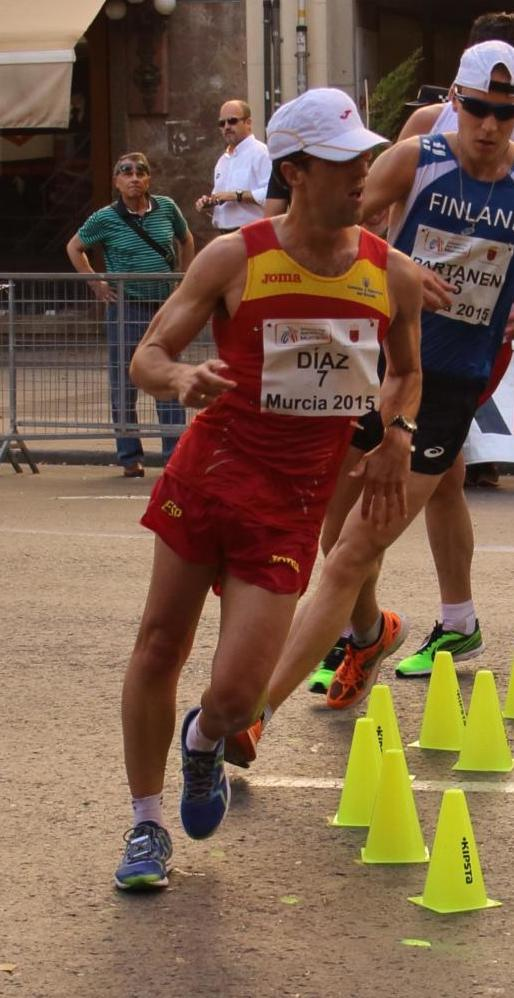
Rang 22 für José Ignacio Díaz
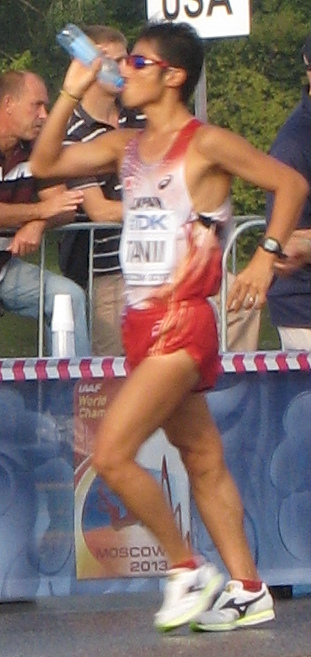
Takayuki Tanii – Rang 23
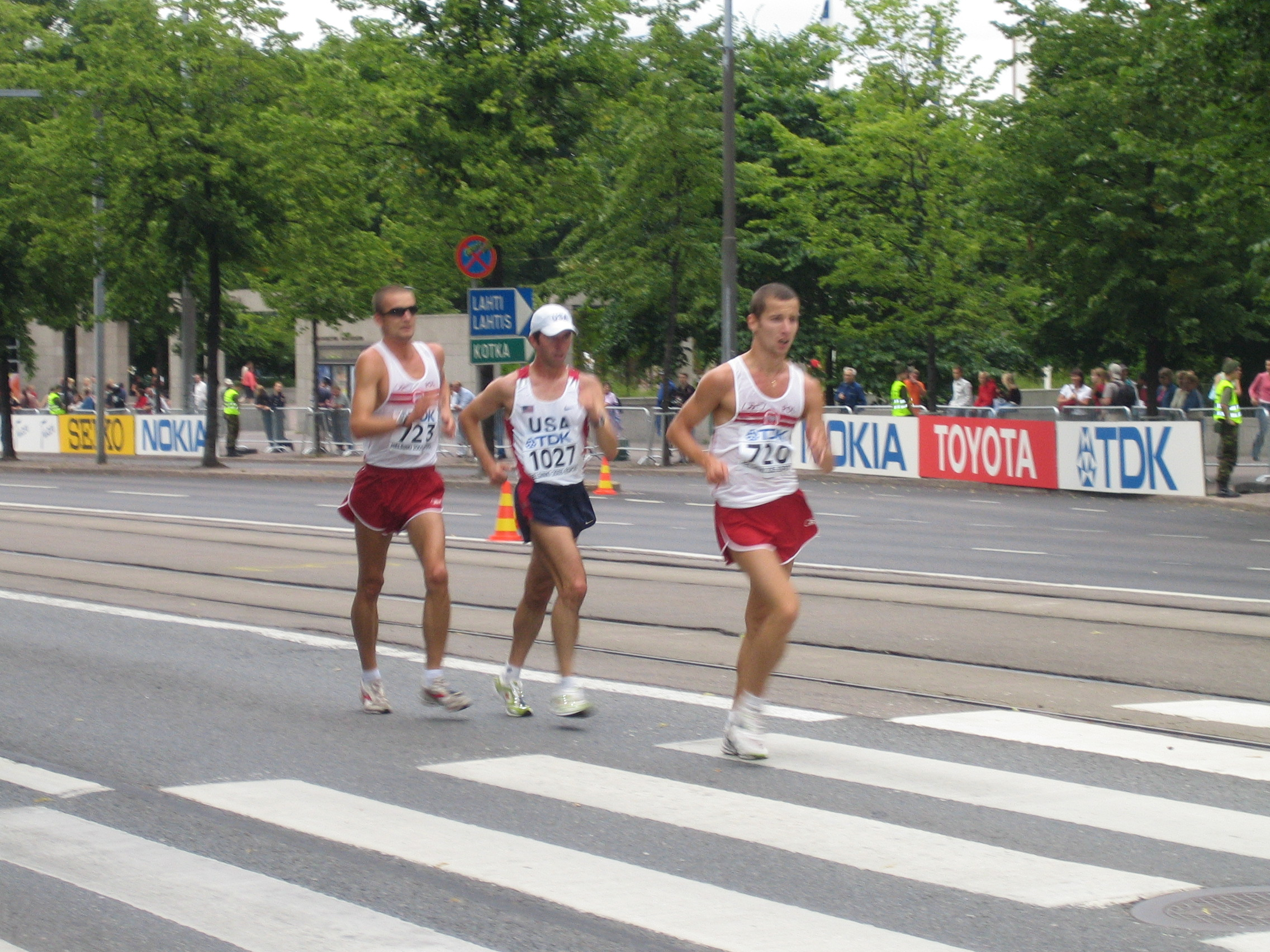
Kamil Kalka (723, 24.) / Rafał Dyś (720, 26.) / Timothy Seaman (1027, 31.)
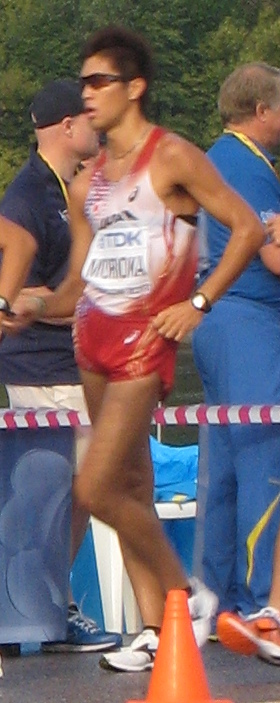
Kōichirō Morioka – Rang 29

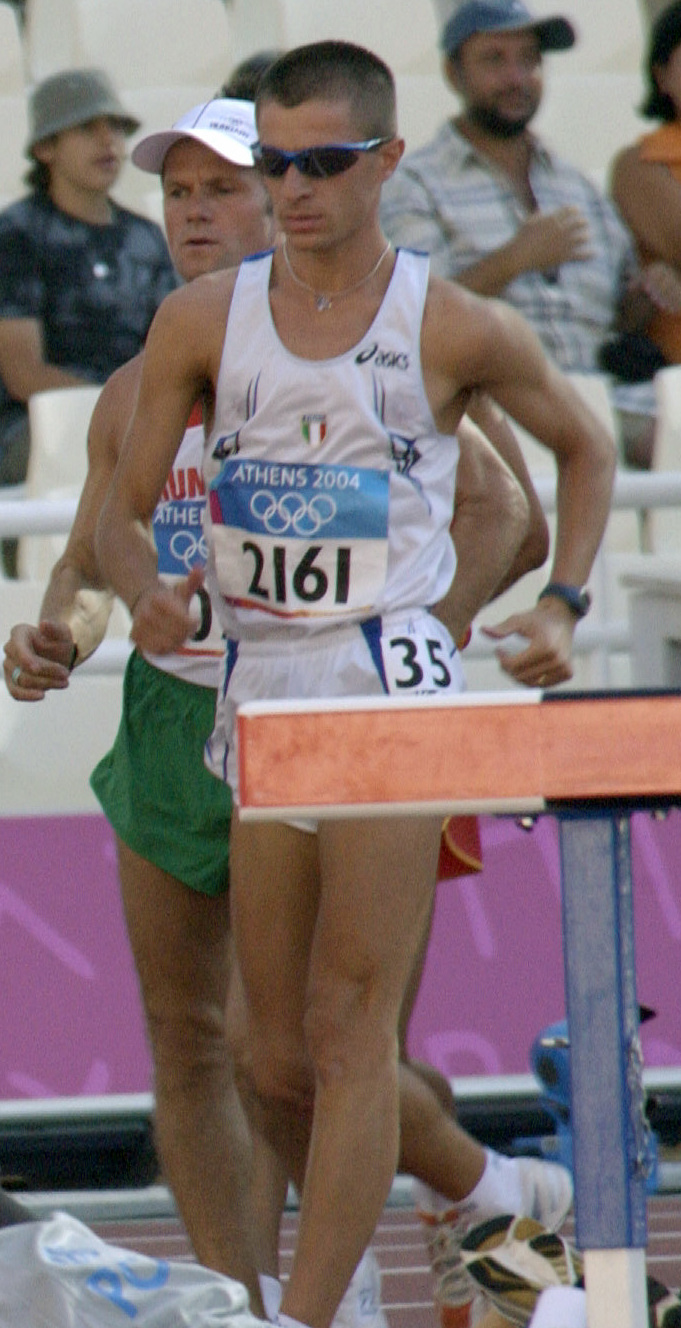
Ivano Brugnetti – nicht im Ziel
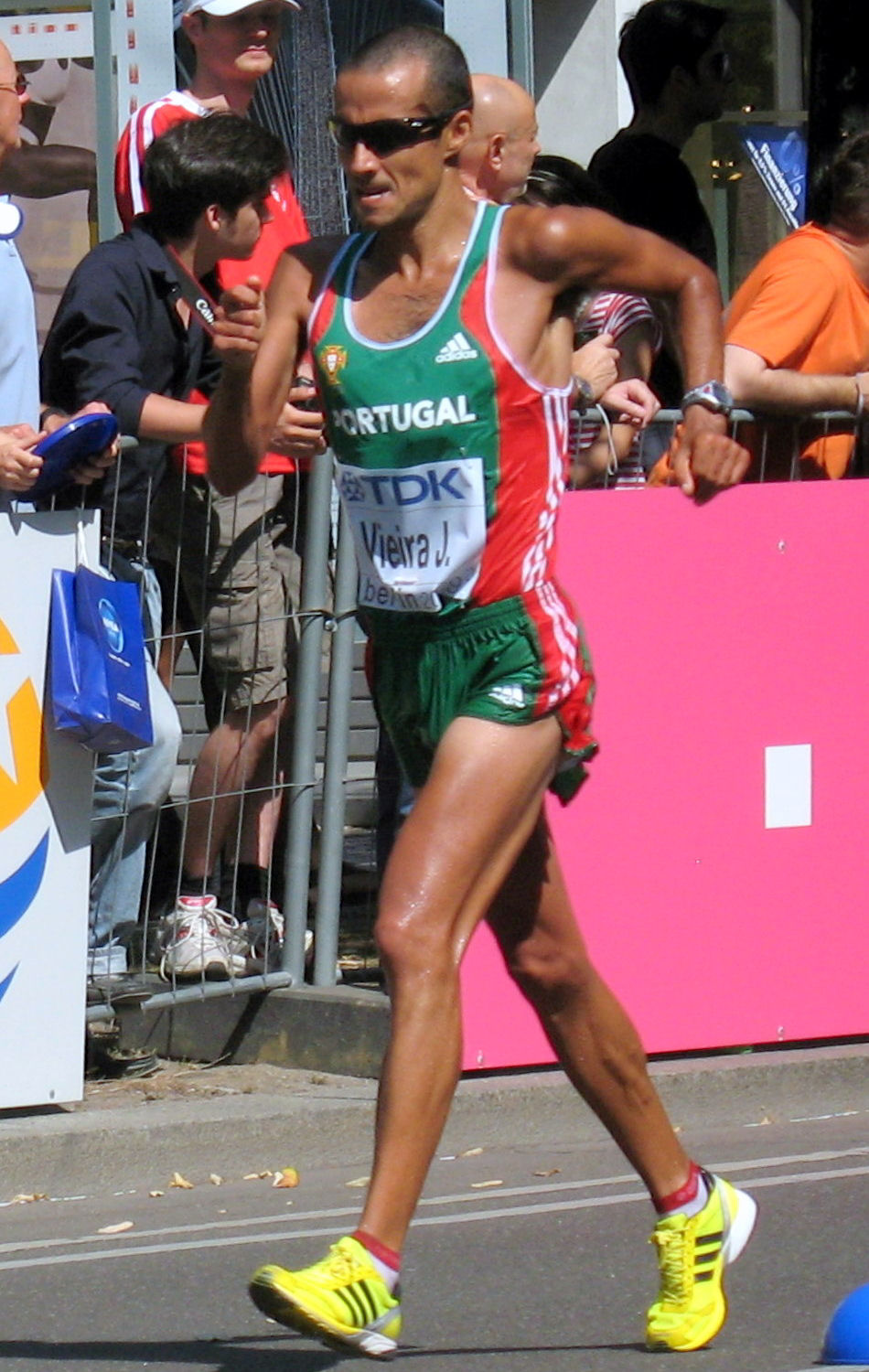
João Vieira – nicht im Ziel
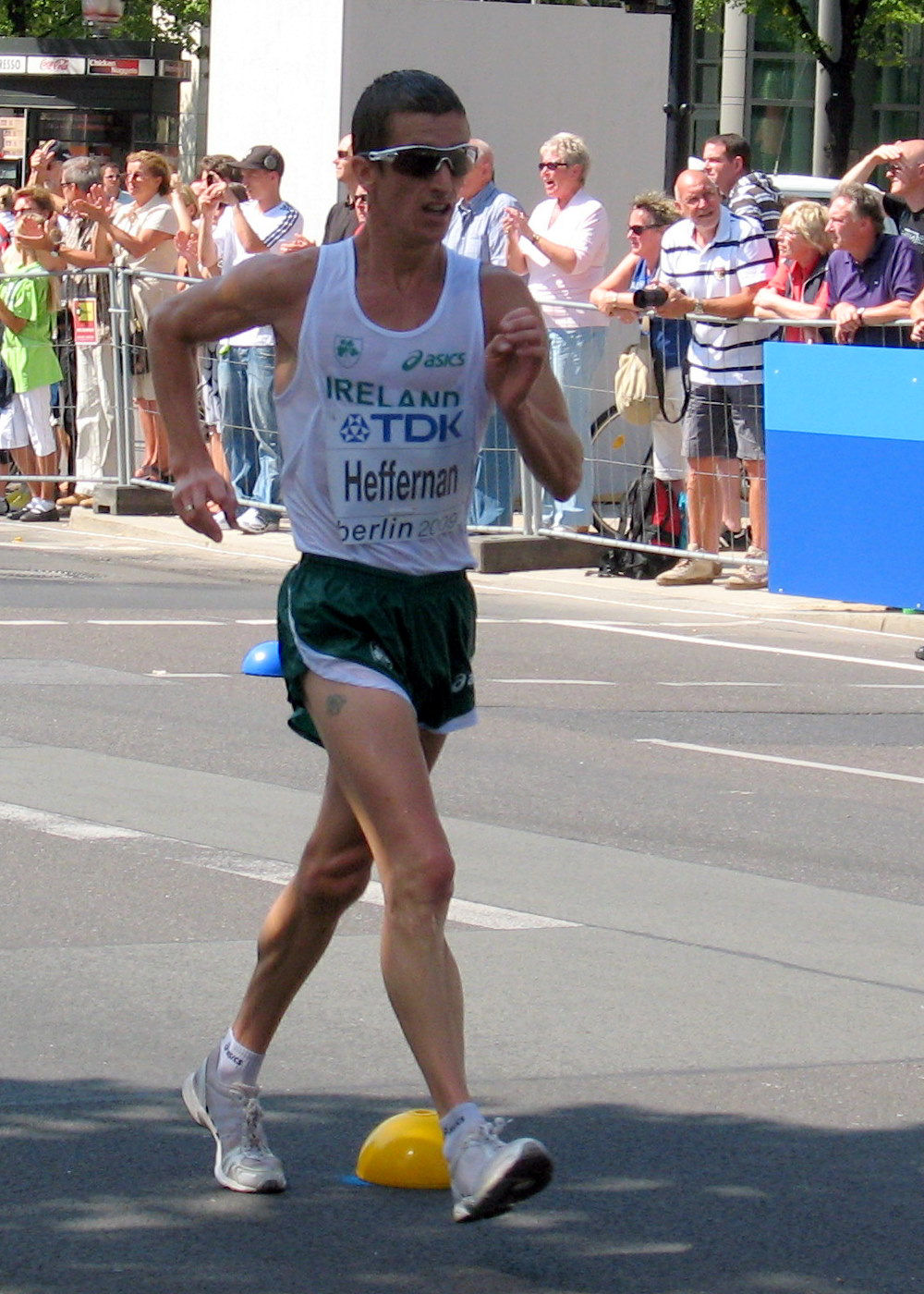
Robert Heffernan – disqualifiziert
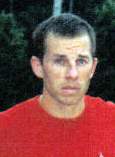
Ilja Markow – disqualifiziert